# هلن کرسول
هلن کرسول (انگلیسی: Helen Cresswell؛ ‏ ۱۱ ژوئیهٔ ۱۹۳۴ – ۲۶ سپتامبر ۲۰۰۵) نویسنده و فیلم‌نامه‌نویس اهل بریتانیا بود.
از فیلم‌ها یا مجموعه‌های تلویزیونی که وی در آن‌ها نقش داشته‌است، می‌توان به ققنوس و قالیچه، پنج بچه و شنی و بازگشت سامید اشاره نمود.